# ژاکلین جابلونسکی
ژاکلین لی جابلونسکی (به انگلیسی: Jacquelyn Leigh Jablonski؛ زادهٔ ۴ آوریل ۱۹۹۱) مدل آمریکایی و کنشگر اجتماعی در حوزهٔ اوتیسم است که در ایالت نیوجرسی، ایالات متحده دیده به جهان گشود. جابلونسکی افزون بر فعالیت‌های حرفه‌ای در صنعت مد، به عنوان سخنگوی آگاهی‌بخشی دربارهٔ اوتیسم شناخته می‌شود و در سال ۲۰۱۶ سازمانی با نام «اوتیسم فردا» بنیان نهاد.

## اوایل زندگی
ژاکلین جابلونسکی، که ریشه‌هایی لهستانی، آلمانی و ایرلندی دارد، در شهر فایر هیون، نیوجرسی نیوجرسی پرورش یافت و در سال ۲۰۰۸ از دبیرستان رامسون-فیر هیون فارغ‌التحصیل شد.
استعداد او در ۱۵ سالگی، هنگامی که در کافه‌ای مشغول به کار بود، کشف شد. مادرش او را به آژانس‌های مدلینگ در شهر نیویورک معرفی کرد و آژانس فورد مادلز بی‌درنگ با او قرارداد همکاری امضا کرد. جابلونسکی در سپتامبر ۲۰۰۷ اولین حضور خود در دنیای مد را با اجرای نمایشی برای طراح برجسته، برایان ریس، در نیویورک تجربه کرد. اندکی پس از آن، در مسابقهٔ جهانی سوپرمدل فورد شرکت کرد و همراه با الکسینا گراهام از بریتانیا به مقام دوم مشترک دست یافت.

## حرفه
جابلونسکی در سال ۲۰۰۹ برای تمرکز بر تحصیلات خود از حضور در هفته‌های مد بهار و پاییز صرف‌نظر کرد، اما همچنان برخی پروژه‌های مدلینگ را پذیرفت، از جمله نمایش پیش‌فصل پاییز امانوئل اونگارو در ژانویه همان سال. در سپتامبر ۲۰۰۹، او با حضور در ۵۸ نمایش مد برای فصل بهار/تابستان ۲۰۱۰، جهشی چشمگیر در حرفه‌اش رقم زد. در فصل بعدی، با شرکت در ۳۱ نمایش، به یکی از پردرآمدترین مدل‌های هفته مد نیویورک تبدیل شد. او در طول حرفه‌اش در نمایش‌های مد برندهای برجسته‌ای چون شیاتزی چن ، پرادا ، بالنسیاگا ، وایو سن لورن ، والنتینو، شانل و همچنین حضور در فشن شوهای ویکتوریا سیکرت در سال‌های ۲۰۱۰ تا ۲۰۱۵ به روی صحنه رفت.
در سال ۲۰۰۹، جابلونسکی اولین کمپین تبلیغاتی بزرگ خود را برای برند کلوین کلاین به انجام رساند. او همچنین همکاری مداومی با برند تامی هیلفیگر داشته و در کمپین‌های تبلیغاتی برندهای معتبری چون ژیوانشی، ارمس، پوچی، جی.کرو، مکس مارا، اچ اند ام، آرمانی، گپ، دولچه گابانا، اسپرت‌مکس، سلین، هوگان، بربری، کارولینا هررا، ایو سن لوران، استفانل و برند لباس زیر ویکتوریا سیکرت حضور داشته است.
در رسانه‌های چاپی، جابلونسکی روی جلد مجلات ووگ در نسخه‌های آمریکای لاتین و ترکیه ظاهر شده و در سرمقاله‌های مجلات معتبر جهانی از جمله هارپرز بازار (نسخه‌های آمریکایی و اسپانیایی)، نومرو، آی‌دی، وی، اندر مگزین، پاپ مگزین، دیزد اند کانفیوزد و نسخه‌های آلمانی، تین، آمریکایی، روسی، ژاپنی، ترکی، آمریکای لاتین، ایتالیایی و فرانسوی ووگ و همچنین مجله دبلیو حضور داشته است. او همچنین در لوک‌بوک‌های برندهایی چون پرادا، الکساندر وانگ، هوگان، جیسون وو، فندی، جی.کرو، تامی هیلفیگر و جان گالیانو دیده شده است.
در شب پیش از پخش نمایش مد سالانهٔ ویکتوریا سیکرت در ۴ دسامبر ۲۰۱۲، جابلونسکی به همراه دیگر مدل‌های این برند، بهاتی پرینسلو و جاسمین توکس، به عنوان بازیگر مهمان در اپیزود «هاآو میک لوا» از سریال هاوایی فایو-زیرو شبکه سی‌بی‌اس که در ۳ دسامبر پخش شد، حضور یافت.

## پیوندهای خارجی
- Fashion_Model_Directory در فهرست مدل‌های مد
- ژاکلین جابلونسکی در توییتر